# Reprezentacja Portugalii U-17 w piłce nożnej mężczyzn
Reprezentacja Portugalii U-17 w piłce nożnej jest juniorską reprezentacją Portugalii, zgłaszaną przez Federação Portuguesa de Futebol. Mogą w niej występować wyłącznie zawodnicy posiadający obywatelstwo portugalskie, urodzeni w Portugalii lub legitymujący się portugalskim pochodzeniem i którzy w momencie przeprowadzania imprezy docelowej (finałów Mistrzostw Europy lub Mistrzostw Świata) nie przekroczyli 17 roku życia.

## Sukcesy
Mistrzostwa Europy U-17
- Pierwsze miejsce: 1989, 1995, 1996, 2000, 2003, 2016
- Drugie miejsce: 1988
- Trzecie miejsce: 2004, 2014

Mistrzostwa Świata U-17
- Ćwierćfinał: 1995, 2003

## Występy w ME U-17
Uwaga: W latach 1982–2001 rozgrywano Mistrzostwa Europy U-16
- 2002: 3. miejsce w grupie
- 2003: 1. miejsce
- 2004: 3. miejsce
- 2005: Nie zakwalifikowała się
- 2006: Nie zakwalifikowała się
- 2007: Nie zakwalifikowała się
- 2008: Nie zakwalifikowała się
- 2009: Nie zakwalifikowała się
- 2010: 3. miejsce w grupie
- 2011: Nie zakwalifikowała się
- 2012: Nie zakwalifikowała się
- 2013: Nie zakwalifikowała się
- 2014: Półfinał
- 2015: Nie zakwalifikowała się
- 2016: 1. miejsce